# رونکارو
رونکارو (به ایتالیایی: Roncaro) یک کومونه در ایتالیا است که در استان پاویا واقع شده‌است. رونکارو ۴٫۹ کیلومتر مربع مساحت و ۷۶۱ نفر جمعیت دارد.